# 1996 TQ10
1996 TQ10 är en asteroid i huvudbältet som upptäcktes den 9 oktober 1996 av de båda japanska astronomerna Seiji Ueda och Hiroshi Kaneda i Kushiro.
Asteroiden har en diameter på ungefär 9 kilometer och den tillhör asteroidgruppen Eos.